# Arvière-en-Valromey
Arvière-en-Valromey is een fusiegemeente (commune nouvelle) in Franse departement Ain in de regio Auvergne-Rhône-Alpes die deel uitmaakt van het arrondissement Belley.
De gemeente is op 1 januari 2019 ontstaan door de fusie van de per die datum opgeheven gemeenten Brénaz, Chavornay, Lochieu en Virieu-le-Petit.
1. ↑  Populations de référence 2022.